# Стрельба на Европейских играх 2023
Стрельба на Европейских играх 2023 года - соревнования по стрельбе на Европейских играх 2023 состоялись в городе Вроцлаве в Польше с 21 июня по 2 июля на площадках спортивного комплекса. Разыграно 30 комплектов наград. В соревнованиях приняли участие 389 спортсменов из 45 стран Европы.

## Календарь
| ЦО | Церемония открытия | 2 | Финалы соревнований | ЦЗ | Церемония закрытия |

| Июнь-Июль | Июнь-Июль | 21 Ср | 22 Чт | 23 Пт | 24 Сб | 25 Вс | 26 Пн | 27 Вт | 28 Ср | 29 Чт | 30 Пт | 1 Сб | 2 Вс | Медали |
| --------- | --------- | ----- | ----- | ----- | ----- | ----- | ----- | ----- | ----- | ----- | ----- | ---- | ---- | ------ |
| Стрельба  | Стрельба  |       | 3     | 3     | 4     | 3     | 3     | 3     | 2     | 2     | 3     | 2    | 2    | 30     |

### Медалисты

#### Мужчины
| Категория                                                    | Золото                                                                | Серебро                                                         | Бронза                                                                         |
| Пневматическая винтовка 10 метров                            | Данило Соллацо · Италия                                               | Максимилиан Ульбрих · Германия                                  | Иржи Приврацкий · Чехия                                                        |
| Малокалиберная винтовка из трёх положений 50 метров          | Залан Пеклер · Венгрия                                                | Иржи Приврацкий · Чехия                                         | Александр Шмирл · Австрия                                                      |
| Пневматический пистолет 10 метров                            | Исмаил Келеш · Турция                                                 | Робин Вальтер · Германия                                        | Пауло Монна · Италия                                                           |
| Скорострельный пистолет 25 метров                            | Клемент Бессаке · Франция                                             | Кристиан Райц · Германия                                        | Мартин Подграски · Чехия                                                       |
| Трап                                                         | Мауро Де Филиппи · Италия                                             | Владимир Штепан · Чехия                                         | Рикард Левин Андерссон · Швеция                                                |
| Скит                                                         | Маркус Свенссон · Швеция                                              | Дайнис Упленикс · Латвия                                        | Эту Каллиойнен · Финляндия                                                     |
| Пневматическая винтовка 10 метров, команды                   | Венгрия · Залан Пеклер · Иштван Пени · Сома Хаммерл                   | Хорватия · Йосип Сикавица · Миран Маричич · Петер Горша         | Австрия · Александр Шмирл · Мартин Стремпфл · Андреас Тум                      |
| Малокалиберная винтовка из трёх положений 50 метров, команды | Венгрия · Залан Пеклер · Иштван Пени · Сома Хаммерл                   | Чехия · Франтишек Сметана · Иржи Приврацкий · Петр Нумбарский   | Сербия · Милутин Стефанович · Миленко Себич · Лазарь Ковачевич                 |
| Пневматический пистолет 10 метров, команды                   | Германия · Кристиан Райц · Михаэль Швальд · Робин Вальтер             | Турция · Бугра Селимзаде · Исмаил Келеш · Юсуф Дикеч            | Италия · Федерико Нило Мальдини · Пауло Монна · Массимо Спинела                |
| Скорострельный пистолет 25 метров, команды                   | Франция · Клемент Бессаке · Ян Чеснель · Ян Кикампуа                  | Чехия · Мартин Подграски · Матей Рампула · Мартин Стрнад        | Италия · Риккардо Маззетти · Андреа Морассут · Массимо Спинела                 |
| Трап, команды                                                | Хорватия · Антон Гласнович · Франческо Равалико · Джованни Черногорац | Словакия · Эрик Варга · Мариан Ковачоцы · Адриан Дробны         | Португалия · Жоао Азеведо · Хосе Мануэль Бруно Фария · Армелим Коэльо Родригес |
| Скит, команды                                                | Финляндия · Тими Валлиониеми · Томми Таканен · Эту Каллиойнен         | Италия · Тамаро Кассандро · Габриэль Роззетти · Элия Сдруччиоли | Греция · Чаралампос Чалкиадакис · Николаос Мавромматис · Эфтеминос Митас       |

#### Женщины
| Категория                                                    | Золото                                                                 | Серебро                                                             | Бронза                                                         |
| Пневматическая винтовка 10 метров                            | Нина Кристен · Швейцария                                               | Камила Новотны · Словакия                                           | Осеана Мюллер · Франция                                        |
| малокалиберная винтовка из трёх положений 50 метров          | Дженни Стен · Норвегия                                                 | Наталия Коханска · Польша                                           | Шенейд Макинтош · Великобритания                               |
| Пневматический пистолет 10 метров                            | Клаудия Брес · Польша                                                  | Камила Едржевски · Франция                                          | Елена Костевич · Украина                                       |
| Скорострельный пистолет 25 метров                            | Анна Коракаки · Греция                                                 | Антоанета Костадинова · Болгария                                    | Дорен Венекамп · Германия                                      |
| Трап                                                         | Джессика Росси · Италия                                                | Стау Мякеля-Нуммела · Финляндия                                     | Яна Шпотакова · Словакия                                       |
| Скит                                                         | Мартина Бартоломей · Италия                                            | Эммануэла Кацзураки · Греция                                        | Надин Мессершмидт · Германия                                   |
| Пневматическая винтовка 10 метров, команды                   | Швейцария · Нина Кристен · Одри Гогна · Чьяра Леон                     | Норвегия · Джанетта Хегг Дустад · Милда Марина Хауген · Дженни Стен | Польша · Анета Станкиевич · Юлия Петровская · Наталия Коханска |
| Малокалиберная винтовка из трёх положений 50 метров, команды | Норвегия · Джанетта Хегг Дустад · Мари Бардсенг Ловсет · Дженни Стен   | Швейцария · Нина Кристен · Сарина Хиц · Чьяра Леон                  | Германия · Йолин Бир · Лиза Юта Мюллер · Анна Янссен           |
| Пневматический пистолет 10 метров, команды                   | Германия · Йозефин Эдер · Сандра Райц · Дорен Венекамп                 | Франция · Камила Едржевски · Матильда Лямоль · Селин Гобервиль      | Италия · Сара Костантино · Кьяра Джианкамили · Мария Вариччио  |
| Скорострельный пистолет 25 метров, команды                   | Украина · Елена Костевич · Анастасия Нимец · Юлия Коростылёва          | Польша · Йоанна Ваврзоновска · Клаудия Брес · Юлита Борек           | Германия · Сандра Райц · Мишель Скериес · Дорен Венекамп       |
| Трап, команды                                                | Италия · Джессика Росси · Джулия Грассия · Сильвана Станко             | Турция · Диляра Кизилсу · Рюмейса Пелин Кайя · Сафлё Темиздемир     | Германия · Сара Биндрих · Беттина Вальдорф · Катрин Мюрхе      |
| Скит, команды                                                | Италия · Мартина Бартоломей · Симона Скоччетти · Кьяра Ди Марциантонио | Словакия · Моника Стибрава · Ванеса Хоскова · Данка Бартекова       | Чехия · Анна Синделарова · Мартина Скалицка · Барбора Шумова   |

#### Смешанные дисциплины
| Категория                                                              | Золото                                        | Серебро                                                  | Бронза                                           |
| Пневматическая винтовка 10 метров, смешанные команды                   | Венгрия · Залан Пеклер · Эстер Месарош        | Испания · Паула Гранде Мартинес · Хесус Овьедо Беренгур  | Италия · Данило Соллацо · София Чечарелло        |
| Малокалиберная винтовка из трёх положений 50 метров, смешанные команды | Швейцария · Ян Лохбилер · Нина Кристен        | Австрия · Шейлен Вайбель · Андреас Тум                   | Норвегия · Дженни Стен · Симон Клауссен          |
| Пневматический пистолет 10 метров, смешанные команды                   | Италия · Пауло Монна · Сара Костантино        | Армения · Беник Хлгатян · Эльмира Карапетян              | Болгария · Антуанета Костадинова · Самуил Донков |
| Скорострельный пистолет 25 метров, смешанные команды                   | Украина · Павел Коростылёв · Юлия Коростылёва | Чехия · Матжей Рампула · Альжбета Дедова                 | Норвегия · Оле-Харальд Ас · Ан Элен Уне          |
| Трап, смешанные команды                                                | Италия · Джессика Росси · Джованни Пелльело   | Великобритания · Матеу Ковард-Холли · Лючи Шарлотта Холл | Италия · Джулия Грассия · Мауро Де Филиппи       |
| Скит, смешанные команды                                                | Италия · Симона Скочетти · Габриэль Роззетти  | Кипр · Андреас Часикос · Анастасия Элефтериу             | Великобритания · Эмбер Руттер · Бен Ллевеллин    |

### Общий зачёт
*   Принимающая страна (Польша)
| Место           | Страна          | Золото | Серебро | Бронза | Всего |
| --------------- | --------------- | ------ | ------- | ------ | ----- |
| 1               | Италия          | 9      | 1       | 6      | 16    |
| 2               | Венгрия         | 4      | 0       | 0      | 4     |
| 3               | Швейцария       | 3      | 1       | 0      | 4     |
| 4               | Германия        | 2      | 3       | 5      | 10    |
| 5               | Франция         | 2      | 2       | 1      | 5     |
| 6               | Норвегия        | 2      | 1       | 2      | 5     |
| 7               | Украина         | 2      | 0       | 1      | 3     |
| 8               | Польша          | 1      | 2       | 2      | 5     |
| 9               | Турция          | 1      | 2       | 0      | 3     |
| 10              | Греция          | 1      | 1       | 1      | 3     |
| 10              | Финляндия       | 1      | 1       | 1      | 3     |
| 12              | Хорватия        | 1      | 1       | 0      | 2     |
| 13              | Швеция          | 1      | 0       | 1      | 2     |
| 14              | Чехия           | 0      | 4       | 4      | 8     |
| 15              | Словакия        | 0      | 3       | 1      | 4     |
| 16              | Австрия         | 0      | 1       | 2      | 3     |
| 16              | Великобритания  | 0      | 1       | 2      | 3     |
| 18              | Болгария        | 0      | 1       | 1      | 2     |
| 19              | Армения         | 0      | 1       | 0      | 1     |
| 19              | Испания         | 0      | 1       | 0      | 1     |
| 19              | Кипр            | 0      | 1       | 0      | 1     |
| 19              | Латвия          | 0      | 1       | 0      | 1     |
| 19              | Сербия          | 0      | 1       | 0      | 1     |
| Всего стран: 23 | Всего стран: 23 | 30     | 30      | 30     | 90    |